# Freiburger Plastik des 16. Jahrhunderts
Freiburger Plastik des 16. Jahrhunderts: Um das Jahr 1500 wurde die Stadt Freiburg im Üechtland zu einem regionalen Zentrum für die Produktion von Skulpturen. Mehrere Bildhauer ließen sich in der Stadt an der Saane nieder und schufen in wenigen Jahrzehnten zahlreiche Werke von hoher Qualität.

## Werkstätten

### Hauptvertreter
In Freiburg sind für das 16. Jahrhundert fünf bedeutende Werkstätten bekannt, deren Leiter (in Klammern die Wirkensjahre) waren:
- Meister der großen Nasen (1503–1508)
- Hans Roditzer (1504–1521)
- Martin Gramp (1508–1524)
- Hans Geiler (1513–1534)
- Hans Gieng (1524–1562)

Dank schriftlicher Quellen, aber auch anhand stilistischer und technischer Kriterien lassen sich die überlieferten Skulpturen häufig einer bestimmten Werkstatt zuordnen.

### Vorbilder
In formaler und technischer Hinsicht orientierten die Freiburger Bildhauer sich an den bedeutendsten Meistern ihrer Zeit wie Tilman Riemenschneider in Würzburg, Michel Erhart und Niklaus Weckmann in Ulm, Jörg Lederer in Kaufbeuren und den Nachfolgern von Niclaus Gerhaerts in Straßburg.

### Arbeitsweise
Die mittelalterlichen Bildhauer arbeiteten in Werkstätten, die neben dem Meister einen oder zwei ausgebildete Gesellen und einen Lehrling umfassten. Sie führten gewöhnlich Auftragsarbeiten aus. Die Auftraggeber – reiche Bürger, hohe Geistliche, Zünfte, Pfarreien oder die Stadt selber – hatten großen Einfluss auf Form und Inhalt des Werkes: Sie legten die Größe fest, wählten das Material und bestimmten, was dargestellt werden sollte.
Die Anfertigung der Skulpturen und Retabel wurde durch einen Vertrag geregelt, der gelegentlich von einer Entwurfszeichnung, dem sogenannten Riss, begleitet war. Für Vollfiguren oder Reliefs stützte sich der Bildhauer auf Vorlagen wie Stiche oder frühere in der Werkstatt entwickelte Kompositionen. Die fertiggestellten Skulpturen wurden gewöhnlich vollständig farbig gefasst. Der Fassmaler vervollständigte die Arbeit des Bildhauers mit zahlreichen Details.

### Tätigkeiten
In mittelgroßen Städten wie Freiburg schufen die Bildhauer nicht nur Skulpturen im engeren Sinn, sondern statteten auch wichtige Gebäude mit Wandvertäfelungen und Decken aus Holz aus, fertigten aufwändige Möbel an und lieferten Vorlagen für Ofenplatten aus Gusseisen oder Ton und gelegentlich für Bronzefiguren. Darüber hinaus stellten sie einfache Modelle für Hakenbüchsen oder Ziegel her, setzten Skulpturen wieder instand oder nahmen winzige Ausbesserungen vor.

### Geschäftskreis
Die in Freiburg tätigen Bildhauer waren hauptsächlich für das unmittelbare Umland tätig, arbeiteten aber auch für Bern, Solothurn oder Zürich und exportierten ihre Werke gelegentlich bis nach Frankreich oder Italien.

## Ausstellungen (Auswahl)
- 2011/2012: Sculpture 1500. Fribourg au coeur de l’Europe / Freiburg im Herzen Europas.  Museum für Kunst und Geschichte, Freiburg (Schweiz), 14. Oktober 2011 bis 19. Februar 2012.[1]